# Heinz Flotho
Heinz „Schangel“ Flotho (* 23. Februar 1915 in Osnabrück-Schinkel; † 29. Januar 2000 in Gelsenkirchen) war ein deutscher Fußballnationalspieler. Der Torhüter wurde im Jahr 1942 mit dem FC Schalke 04 deutscher Fußballmeister. Er hat nach Ende des Zweiten Weltkriegs von 1947 bis 1954 in den damals erstklassigen Fußball-Oberligen Nord und West bei den Vereinen VfL Osnabrück und STV Horst-Emscher insgesamt 173 Ligaspiele absolviert. Nach der Spielerkarriere war er auch als Trainer tätig.

## Laufbahn

### Vereine
Heinz Flotho war zunächst Leichtathlet und Handballer, bevor er relativ spät zum Fußball kam.
Er begann seine Karriere 1929 bei TV Friesen Schinkel vor allem als Leichtathlet, setzte in kurzen Zwischenstationen bei Reichsbahn und SC Rapid Osnabrück seine Laufbahn als Handballtorwart fort, ehe er ab 1936 beim VfL Osnabrück zu einem herausragenden Fußballtorhüter wurde. Der aus dem Osnabrücker Arbeiterstadtviertel Schinkel stammende Allroundsportler wurde beim VfL zum unumstrittenen Rückhalt jener legendären „Gartlager Elf“, die ab 1937 in der Gauliga Niedersachsen für Furore sorgte. Diese Elf schlug 1939 den amtierenden Deutschen Meister Hannover 96 auf dem Sportplatz Gartlage mit 3:0 und wurde Niedersachsenmeister. Es sollen 23.000 Zuschauer gewesen sein, die nach tagelangen Regenfällen die kleine Anlage völlig überfüllten. Das Schlussdreieck der „Gartlager Elf“ bildeten Flotho, das Verteidigerpaar Otto Coors und Eduard Sausmikat und im Angriff wirbelten Matthias Billen, Addi Vetter und „Schimmel“ Meyer. Acht Spieler dieser Mannschaft waren im Stadtteil Schinkel zuhause. Die zweite Gauligameisterschaft gewannen Flotho und Kollegen unter Trainer Walter Hollstein 1939/40. Im Tschammer-Pokal bezwang Osnabrück am 19. November 1939 den FC Schalke 04 mit 3:2, wobei Schalke im Angriff mit Hermann Eppenhoff, Fritz Szepan, Ernst Kalwitzki, Ernst Kuzorra und Karl Barufka in hochkarätiger Besetzung angetreten war.
Mitte des Zweiten Weltkriegs setzte Reichstrainer Sepp Herberger durch, dass Flotho, der als Soldat zunächst in Göttingen und dann im Rheinland stationiert war, Gastspieler des FC Schalke 04 wurde. Bei den „Knappen“ war Nationaltorhüter Hans Klodt durch einen an der Front erlittenen Beinschuss ausgefallen. Sein erstes Spiel für den Traditionsclub aus Gelsenkirchen bestritt Flotho am 19. April 1942 bei einem 12:0-Sieg gegen die SpVgg. Herten. Mit Schalke gewann der reaktionsschnelle und sprunggewaltige Torhüter am 5. Juli 1942 in Berlin vor 90.000 Zuschauern mit einem 2:0 gegen First Vienna Wien die deutsche Meisterschaft. Bei Grüne ist zu Flotho und dem Finale folgendes notiert: „Überragender Akteur war Neu-Keeper Flotho, der die Wiener mit seinen Glanzparaden zur Verzweiflung getrieben hatte und über dessen Wechsel zur Kampfbahn Glück-Auf es so hässliche Gerüchte gegeben hatte.“ Vier Monate nach dem Meisterschaftsfinale stand Flotho mit den Westfalen auch im Endspiel um den Tschammerpokal 1942. Hier setzte sich aber 1860 München mit einem 2:0 gegen Schalke durch. Als Hans Klodt von seiner schweren Verwundung genesen war, lösten sich er und Flotho im Feld wie im Tor ab. In der Endrunde um die deutsche Fußballmeisterschaft 1943 stürmte der Allround-Fußballer Flotho in den Spielen gegen den Spielverein 06 Kassel und in der Zwischenrunde gegen Holstein Kiel jeweils auf Rechtsaußen und erzielte beim 8:1-Erfolg in Kassel auch noch zwei Tore. Dazwischen stand er am 16. Mai 1943 beim Heimspiel gegen die SpVgg. Wilhelmshaven vor 35.000 Zuschauern beim 4:1-Erfolg im Tor.
Von 1944 bis 1945 war er Gastspieler beim Dresdner SC. Unmittelbar nach Kriegsende war er von 1945 bis Februar 1946 bei der SG Kassel-Süd um dann wieder im Stadion an der Bremer Brücke beim VfL Osnabrück von Februar 1946 bis 1949 vor Anker zu gehen. In der Saison 1948/49 kämpfte Flotho mit Mannschaftskameraden wie Karl-Heinz Gehmlich, Otto Coors, Erich Gleixner, Josef Arens und Nord-Torschützenkönig Addi Vetter (24 Tore) im Dreikampf mit dem Hamburger SV und FC St. Pauli verbissen um den Meistertitel. Am Ende setzte sich der HSV in einem Entscheidungsspiel um den 1. Platz mit 5:3 gegen St. Pauli durch und der VfL Osnabrück belegte mit einem Punkt Rückstand den 3. Rang. Flotho hatte in der 12er-Staffel alle 22 Ligaspiele bestritten und noch im März und Mai 1949 Repräsentativspiele mit Norddeutschland bestritten. Von 1947 bis 1949 hat der Torhüter für den VfL Osnabrück in der Oberliga Nord 43 Ligaspiele bestritten.
Zur Saison 1949/50 wechselte er zur Oberligamannschaft von STV Horst-Emscher, für die er fünf Jahre spielte. Zum Einstand in der Oberliga West besiegten die „Emscher Husaren“ am 11. September 1949 im heimischen Fürstenbergstadion vor 22.000 Zuschauern Borussia Dortmund mit 2:1. Flotho absolvierte alle 30 Ligaspiele und STV erreichte den 4. Rang, was in dieser Saison zur Teilnahme an der Endrunde um die deutsche Fußballmeisterschaft reichte. Am 21. Mai 1950 trafen Flotho und Kollegen in Worms auf den süddeutschen Meister, die SpVgg Fürth. Die Fürther setzten sich mit ihrem Angriff mit Horst Hoffmann, Otto Brenzke, Horst Schade, Max Appis und Hans Nöth am Ende mit 3:2 Toren gegen die Horster Abwehr mit Alfred Mikuda, Bernhard Wieschmayer, Franz Wichelhaus, Erich Wieding und Ewald Wischner durch und damit war für Flotho nach einem Spiel die Endrunde beendet. Insgesamt hat er von 1939 bis 1950 mit Osnabrück, Schalke 04 und Horst-Emscher 22 Spiele um die deutsche Meisterschaft absolviert. Durch diverse Spielerabgänge wesentlich geschwächt – Bernhard Klodt, Alfred Kelbassa, Alfred Mikuda, Kurt Sahm – ging es mit Horst-Emscher in den nächsten Runden Richtung Tabellenende. Im Weltmeisterschaftsjahr 1954 ereilte STV der Abstieg. Am 21. Februar 1954 absolvierte der 39-jährige Torhüter gegen den VfL Bochum sein letztes Oberligaspiel. Insgesamt hat er beim VfL Osnabrück und STV Horst-Emscher von 1947 bis 1954 in der erstklassigen Oberliga 173 Ligaspiele absolviert.

### Auswahlspieler
Mehr als 50 mal war Heinz Flotho für Niedersachsen und Norddeutschland repräsentativ im Einsatz. Bereits in der Saison 1936/37 war er mit der Gauauswahl Niedersachsen im Reichsbundpokal in den Spielen gegen Schlesien (2:1) und Sachsen (0:1) im November und Dezember 1936 im Einsatz gewesen. Beim Einzug in das Finale beim Turnier der Regionalverbände beim Deutschen Turn- und Sportfest 1938 in Breslau gehörte er zu den herausragenden Spielern des Turnieres. Als der DFB am 26. März 1939 einen Doppelspieltag mit der Nationalmannschaft durchführte kam der Torhüter des VfL Osnabrück beim Spiel in Differdingen gegen Luxemburg zum Einsatz. Zeitgleich trat eine sogenannte „A-Auswahl“ mit Peter Platzer von Admira Wien im Tor in Florenz zu einem Länderspiel gegen Italien (2:3) an. In Differdingen verlor die deutsche Auswahl um Mannschaftskapitän Reinhold Münzenberg überraschend mit 1:2. Flotho wurden im Spielbericht sagenhafte Reflexe zugeschrieben und er als bester deutscher Spieler angeführt. Er gehörte noch dem Aufgebot für das Länderspiel am 14. Juli 1940 in Frankfurt gegen Rumänien (9:3) an, kam aber nicht zum Einsatz, da Reichstrainer Sepp Herberger Torhüter Alexander Martinek von Wacker Wien zum Debüt brachte. Gleichfalls war er in den Länderspielen am 12. April und 20. September 1942 gegen Spanien (1:1) und Schweden (2:3) als Ersatz auf der Bank, jeweils hinter seinem Torhüter-Konkurrenten Helmut Jahn vom BSV 92 Berlin. Der „Schwarze Panther“ gehörte auch dem letzten Nationalmannschaftslehrgang unter Herberger im Februar 1943 in Frankfurt an. In der Rangliste des deutschen Fußballs wurde er von der „Fußballwoche“ Anfang 1943 hinter Jahn und Hans Klodt als die Nummer 3 geführt.
Mit Beginn der erstklassigen Oberligaära, 1947/48 in Norddeutschland, werden die sogenannten Repräsentativ-Spiele, in denen sich regionale Auswahlmannschaften gegenüberstehen zu Höhepunkten des Fußball-Geschehens. Auf Länderspiele muss noch gewartet werden, denn Deutschland ist infolge des Zweiten Weltkriegs noch nicht wieder in die internationale Sportgemeinschaft zurückgekehrt. Der Torhüter des VfL Osnabrück steht auch mit 33 Jahren in dieser Zeit im Tor der Niedersachsen-Auswahl. Als am 19. Mai 1948 in Frankfurt vor 54.000 Zuschauern einer Kombination Norddeutschland/Westdeutschland ein 2:1-Erfolg gegen Gastgeber Süddeutschland gelingt hütet Flotho das Tor in der Kombinationsmannschaft und sein alter Konkurrent Helmut Jahn (Stuttgarter Kickers) das von Süddeutschland. Am 17. Oktober 1948 ringt Norddeutschland dem Süden in Nürnberg vor 45.000 Zuschauern ein 1:1 ab. Flotho zeigt sein Können in der Nordauswahl und Toni Turek (Ulm 1846) im Tor des Gastgebers. Zum Rückspiel am 13. März 1949 in Hannover wird in der Jubiläumsschrift des Niedersächsischen Fußballverbandes (NFV) notiert: „Wie beliebt solche Spiele damals sind, zeigt die Zuschauerzahl: 40 000 sehen diese Partie im bereits vor dem Spiel ausverkauften Stadion, darunter auch Niedersachsens Ministerpräsident Hinrich-Wilhelm Kopf.“ Der Norden gewinnt mit Flotho im Tor 1:0 und Heinz Spundflasche vom Hamburger SV zeichnet sich als Torschütze aus.
Zum 1. Mai 1933 trat Flotho der NSDAP bei (Mitgliedsnummer 3.565.050). Vermutlich im selben Jahr trat er der SS bei (SS-Nummer 88.637).

## Nach der Spielerlaufbahn
Nach dem Ende seiner Spielerlaufbahn war Flotho etliche Jahre als Trainer aktiv. Mit Sportfreunde Gladbeck stieg er 1955/56 in die Verbandsliga auf. Er war weiter bei Wacker Butendorf und Wattenscheid 09 als Übungsleiter tätig und führte seinen letzten Verein als Aktiver, STV Horst-Emscher, 1967 zum Gewinn der deutschen Amateurmeisterschaft. Zuvor war Flotho als Trainer mit Horst-Emscher in der Verbandsliga Westfalen, Gruppe 2 (Südwest), Vizemeister in der Saison 1966/67 geworden. „Schangel“, wie Flotho gerufen wurde, soll ein fanatischer Trainer gewesen sein, wie in Baroth's Geschichte über die Oberliga West nachzulesen ist: „Auf der Bank habe er gesessen und mit den Armen gerudert wie eine niederländische Windmühle. Der Mannschaftskapitän habe während des Spiels jeden Blickkontakt mit ihm vermieden, weil Heinz Flotho grundsätzlich unzufrieden war.“
Bereits zu Beginn seiner aktiven Zeit in Horst war Flotho als Gastwirt tätig. Zunächst führte er das Vereinslokal des STV Horst-Emscher. Ende der 1960er bis Mitte der 1970er Jahre betrieb er die eigene Gaststätte „Haus Flotho“ in der Markenstraße, das er später verpachtete.